# Операція «Коттбус»
Операція «Коттбус» (нім. Kottbus) — операція німців проти білоруських партизанів у 1943 році.